# アレクサンドル・オドエフスキー

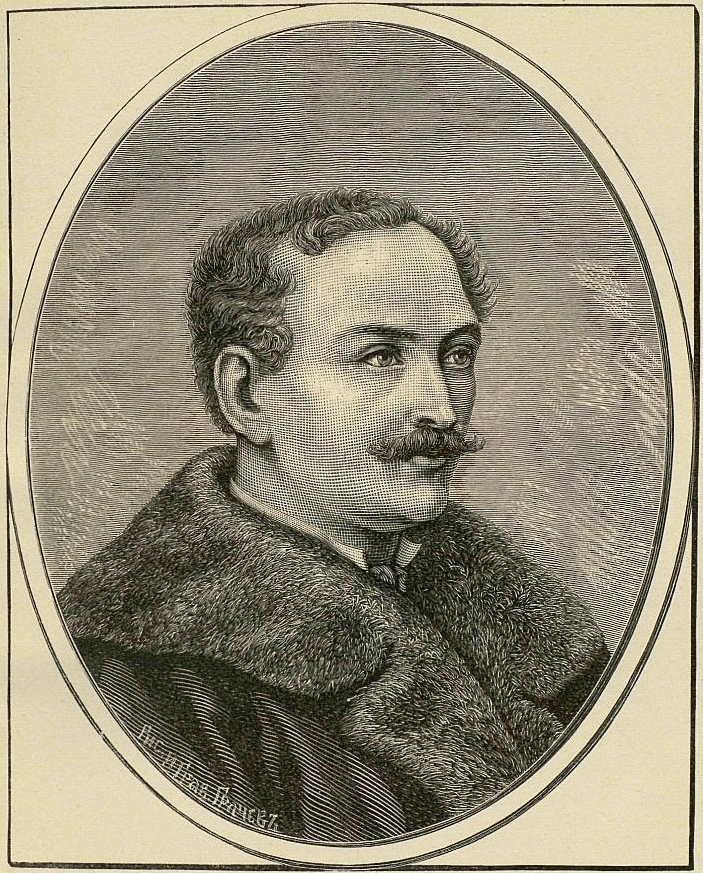
A･I･オドエフスキー

アレクサンドル・オドエフスキー（Александр Иванович Одоевский、1802年12月8日－1839年8月27日）ロシアの貴族(公爵)、詩人。デカブリスト党員。

## 生涯
チェルニーヒウ公国に起源を持つ古いロシア貴族の家系に生まれる。家庭で教育を受け、アレクサンドル・グリボエードフ、アレクサンドル･ベストゥージェフ、コンドラチイ・ルイレーエフなどの文学者たちと交流し、一致して当時の感傷的でメランコリックな思潮に反対していた。1824年から近衛騎兵連隊に勤務しているうちにルイレーエフやベストゥージェフに誘われて士官の結社に加入し、1825年12月の反乱(デカブリストの乱)に積極的に関与したという罪で逮捕され、位階勲等を剥奪され、シベリアの鉱山に12年の徒刑を命ぜられた。1837年まで刑期をつとめた後にニジニー･ノヴゴロド竜騎兵連隊の一兵卒としてコーカサスに派遣され、そこでレールモントフやニコライ･プラトノヴィッチ・オガリョフと知り合う。マラリア熱により任地で死去。
本格的な詩作はペトロパブロフスク要塞に投獄中に始め、プーシキンが流刑中のデカブリストたちに捧げた「シベリアへ送る詩」に答えて1827年に書かれた「プーシキンに答える　Ответ на послание Пушкина」が最も有名である。コーカサスで友人になったレールモントフがオドエフスキーの死を悼んで作った詩が「A・I・オドエフスキーの想い出　Памяти А. И. Одоевского」である。

## 作品

### 叙情詩
- 「プスコフの使者　Послы Пскова」
- 「チタからペトロフスキー鉱山への護送の途上で　Стихи на переход наш из Читы в Петровский завод」(1830年)
- 「スラヴの娘たち　Славянские девы」(1830年)

### 叙事詩
- 「ヴァシリコ　Василько」(1829-1830年)